# Juan Bautista Bergeire
Juan Bautista Bergeire, bautizado Jean Baptiste Bergeyre, (Olorón, Francia, 14 de octubre de 1788-Dolores, Buenos Aires, circa 1853) era un comerciante que por cuatro días fue gobernador de Tucumán en 1838.

## Biografía
Hijo de un obrero francés, recaló en San Miguel de Tucumán a fines de la década de 1810, instalando un negocio de venta de sombreros y suelas. Se casó con una tucumana, Bernabela Villagra, con descendencia. Trabó amistad con el  general Lamadrid, siendo padrino de uno de sus hijos. Su actuación pública comenzó en 1826, como diputado a la Sala de Representantes provincial, ejerciendo la misma función en 1829, 1833 y 1836. En 1838, ante el asesinato del doctor general Alejandro Heredia, fue elegido gobernador por los diputados de dicha Sala, renunciando indeclinablemente cuatro días después. Pasó sus últimos años en Dolores, Buenos Aires, falleciendo allí estimadamente en 1853.